# Divisões administrativas em 1913
Nesta página encontrará referências aos acontecimentos directamente relacionados com a regiões administrativas ocorridos durante o ano de 1913.

## Eventos
- Grécia anexa Creta.